# Ellipsidion terminale
Ellipsidion terminale är en kackerlacksart som beskrevs av Hanitsch 1923. Ellipsidion terminale ingår i släktet Ellipsidion och familjen småkackerlackor. Inga underarter finns listade i Catalogue of Life.